# Les Rotours
Les Rotours település Franciaországban, Orne megyében. Lakosainak száma 116 fő (2018. január 1.). Les Rotours Bazoches-au-Houlme, Champcerie, Putanges-le-Lac, Rabodanges, Saint-Aubert-sur-Orne, Sainte-Croix-sur-Orne és Putanges-Pont-Écrepin községekkel határos.

## Népesség
A település népességének változása:
| Lakosok száma | 155  | 120  | 91   | 92   | 88   | 89   | 117  | 119  | 117  | 116  |
|               | 1962 | 1968 | 1975 | 1982 | 1990 | 2008 | 2013 | 2015 | 2017 | 2018 |